# Majorero (hundras)
Majorero är en hundras från den spanska regionen Kanarieöarna utanför Nordafrika. Den är en vaktande herdehund som påminner om Balearernas ca de bestiar. Majorero är ett namn på invånarna på Fuerteventura. Rasen är inte erkänd av Fédération Cynologique Internationale (FCI) men är nationellt erkänd av den spanska kennelklubben Real Sociedad Canina en España (RSCE).